# Koprivnik, Žiri
Koprivnik v občini Žiri je razpotegnjena vas celkov, to je kmetij, ki imajo lastniško zemljo v svoji okolici, praviloma v enem kosu. Leži severozahodno od Žirov.